# Theo Vanderpoorten
Theo Vanderpoorten (Ninove, 23 februari 1941 - Aalst, 7 november 2016) was een Belgisch muziekleraar, dirigent, componist en koperblazer.

## Levensloop
Theo Vanderpoorten was de bezieler van het Ninoofs Kamerorkest en van  Groep Spiraal. Hij componeerde oa een mis, toneelmuziek, en muziek geïnspireerd op schilderijen van de Ninoofse schilder Jan Van Der Smissen. Hij is ook bekend als de componist van het Ninoofse carnavalslied Ons Wettellieken.
Het Ninoofs Kamerorkest ontstond in 1994  door Vanderpoorten. Daarnaast dirigeerde hij ook het vocaal en instrumentaal ensemble  Groep Spiraal, dat al 25 jaar actief was. Met beide ensembles beoefende Vanderpoorten een brede waaier aan muziekgenres. 
In de jaren tachtig speelde hij zelf trombone in het jazzensemble As you like it. Hij gaf vele jaren les aan de Ninoofse muziekacademie en deed veel vrijwilligerswerk, waaronder de Ninoofse Nieuwjaarsconcerten. Maar ook voor 'Kom op tegen kanker' verzorgde hij in 2008 met zijn eigen composities en met medewerking van alle Ninoofse koren in de kerk van Meerbeke een schitterend concert. De opbrengst ging intergraal naar 'Kom op tegen kanker' 
In 2010 verleende de Ninoofse Cultuurraad hem zijn Koperen koffiepot, met de motivatie Als bekroning voor iemand die cultuur dichter bij de Ninovieter brengt.